# Сан-Карлос 2 (Техас)
Сан-Карлос 2 (англ. San Carlos II) — переписна місцевість (CDP) в США, в окрузі Вебб штату Техас. Населення — 220 осіб (2020).

## Географія
Сан-Карлос 2 розташований за координатами 27°29′23″ пн. ш. 99°22′7″ зх. д. / 27.48972° пн. ш. 99.36861° зх. д. (27.489596, -99.368589).  За даними Бюро перепису населення США в 2010 році переписна місцевість мала площу 0,19 км², з яких 0,18 км² — суходіл та 0,00 км² — водойми.

## Демографія
Згідно з переписом 2010 року, у переписній місцевості мешкала 261 особа в 59 домогосподарствах у складі 53 родин. Густота населення становила 1402 особи/км².  Було 69 помешкань (371/км²).
Расовий склад населення:
| - 98,5 % — білих - 0,4 % — чорних або афроамериканців |

До двох чи більше рас належало 1,1 %. Частка іспаномовних становила 98,5 % від усіх жителів.
За віковим діапазоном населення розподілялося таким чином: 44,8 % — особи молодші 18 років, 52,1 % — особи у віці 18—64 років, 3,1 % — особи у віці 65 років та старші. Медіана віку мешканця становила 19,9 року. На 100 осіб жіночої статі у переписній місцевості припадало 97,7 чоловіків;  на 100 жінок у віці від 18 років та старших — 100,0 чоловіків також старших 18 років.
Цивільне працевлаштоване населення становило 21 особа. Основні галузі зайнятості: мистецтво, розваги та відпочинок — 52,4 %, будівництво — 47,6 %.